# Pałac w Smolnicy
Pałac w Smolnicy – pałac w Smolnicy w województwie zachodniopomorskim, reprezentatywny przykład rezydencji z 2 poł. XIX w. na Pomorzu Zachodnim. Wpisany do rejestru zabytków w 2008 r. z uwagi na zachowaną zasadniczo pierwotną bryłę, układ kompozycyjny elewacji z wystrojem architektonicznym i elementy wyposażenia wnętrz.

## Architektura i wnętrza
Pałac w stylu neoklasycystycznym z elementami neobarokowymi, 2–kondygnacyjny, z użytkowym w części poddaszem. Centralne części dłuższych elewacji zaakcentowane są 3–kondygnacyjnymi pseudoryzalitami, zwieńczonymi szczytami. Przy elewacjach szczytowych występują prostokątne, trójboczne i wieloboczne ryzality oraz dwie klatki schodowe w formie baszt, założone na rzutach ośmioboku i koła. Do najcenniejszych elementów wystroju należy dekoracja sztukatorska dawnej sali balowej na parterze budynku.

## Historia
Dwór rodziny von der Marwitz został zbudowany w 1766 r. przez ówczesnego właściciela majątku Albrechta Bernda Ludwiga (30.8.1707-17.1.1793), najmłodszego syna Christiana (15.12.1658-1.12.1709).
W latach 1806–1807 Nowa Marchia dostała się pod okupację wojsk napoleońskich; wskutek dostaw dla Francuzów i wysokiej kontrybucji wojennej, rodzina von der Marwitz popadła w kłopoty finansowe. W 1808 r. miejscowi chłopi odmówili pracy we dworze na wieść o planowanym zniesieniu poddaństwa dziedzicznego, co jeszcze bardziej pogorszyło i tak złą sytuację finansową rodziny. W 1819 r. majątek wraz z dworem został sprzedany przez Ottona Friedricha von der Marwitz bankierowi Aronowi Meyer-Kornecker, a następnie w 1826 r. królewskiemu radcy komisyjnemu Karlowi Johannowi Jentsch z Płońska koło Pyrzyc. Po śmierci Karla Johanna Jentsch w 1832 r. stał się własnością Wilhelma Friedricha von Sydow ze Stołecznej. Umarł on 8 maja 1840 r. po 10-dniowej chorobie; majątkiem zajmowała się odtąd wdowa po nim, Adelajda z domu von der Osten (zm. 26 czerwca 1855), a następnie syn Wilhelm Karl Friedrich von Sydow, który w 1857 r. przeprowadził się z Dobropola do Smolnicy i w 1866 r. gruntownie przebudował dwór.
Dwór został całkowicie zniszczony 1 grudnia 1879 r. przez pożar. Odbudowa trwała w latach 1880–1883. Nowy budynek był otynkowany na biało i otoczony stawami. Środek północnej fasady przyozdabiała chorągiew, na której znajdował się krzyż z napisem: In hoc signo vinces (Pod tym znakiem zwyciężysz), poniżej monogram W.v.S. otoczony maksymą: Przez osty i ciernie!, na prawo herb rodziny von Sydow i von der Osten, na lewo herb Endowów wraz z herbem szlachcica von Waldmann – barona von Grunfeld i Guttenstädten. Wyposażenie wnętrza stanowiły meble z czarnego dębu z XVIII i XIX w., szafa pochodząca z XVI w. wyprodukowana prawdopodobnie w Chojnie, zegar z laki, wazony z porcelany chińskiej, rzeźby, fajansowe wazony z Delftu oraz obrazy malarzy flamandzkich i holenderskich.
W 1909 r. majątek wraz z pałacem został kupiony przez właściciela ziemskiego Maxa Freidheima. W 1932 r. zmienił on niektóre elementy elewacji budynku i przemalował ją na kolor jasnobrązowy, a jeden ze stawów (po stronie północnej) zamienił na trawnik. W 1938 r. Max Freidheim z powodu nazistowskich prześladowań wyjechał do Anglii wraz z rodziną, wysyłając tam część wyposażenia pałacu, lecz nie dotarło ono do celu i nie wiadomo co się z nim stało. Do 1945 r. właścicielem pałacu był niemiecki przemysłowiec Friedrich Flick. W czasie działań wojennych budynek pałacu służył jako kwatera sztabu wojsk radzieckich i następnie komendanta wojennego miasta Dębna. W 1945 r. resztę wyposażenia pałacu zniszczyła Armia Czerwona oraz szabrownicy.
Po II wojnie światowej pałac stał się własnością państwa i został przeznaczony na mieszkania dla repatriantów ze Wschodu. W latach 50. XX w. budynek był ośrodkiem kolonijnym dla dzieci górników ze Śląska, następnie został przejęty przez Wojewódzkie Zjednoczenie PGR w Szczecinie – od 1956 r. mieściły się tutaj biura PGR i mieszkania rodzin pracowników. W 1965 r. pałac przejął Wydział Rolnictwa WRN w Szczecinie i powstało Państwowe Technikum Rolnicze, w 1983 r. przemianowane na Zespół Szkół Rolniczych.

## Park pałacowy
Założony został w XIX w., powierzchnia 5,3 ha. Wśród roślinności na uwagę zasługuje 27 gatunków drzew liściastych, 9 gatunków drzew iglastych oraz 24 gatunki krzewów i pnączy. W parku przeważają klony, lipy, dęby, jesiony, kasztanowce, graby. Wiek drzew szacuje się na 150–250 lat. Wpisany do rejestru zabytków pod nr 377 z 10.09.1977.